# Lijst van burgemeesters van Hoogkarspel
Dit is een lijst van burgemeesters van de voormalige Nederlandse gemeente Hoogkarspel in de provincie Noord-Holland tot de opheffing in 1979 toen Hoogkarspel opging in de gemeente Bangert (in 1980 hernoemd naar Drechterland).
| Ambtsperiode                | Naam burgemeester                          | Partij of stroming | Bijzonderheden                                                                                 |  |
| --------------------------- | ------------------------------------------ | ------------------ | ---------------------------------------------------------------------------------------------- |  |
| 1668 - 1669                 | Jan Jansz. Blokker                         |                    | Werd in 1668 en 1669 genoemd als burgemeester en in 1670 als oud-burgemeester.                 |  |
| 1670 - <1674                | Jan Pietersz. Hoorn                        |                    | Werd in 1670 en 1671 genoemd als burgemeester van Hoogkarspel en in 1674 als oud-burgemeester. |  |
| ?? - 1824                   | Cornelis Kok                               |                    | Was in 1811 "Maire" van Hoogkarspel                                                            |  |
| 1824 - 1846                 | Willem Frederik George Lodewijk Kerpesteyn |                    | Was in 1832 burgemeester van Hoogkarspel.                                                      |  |
| 1846 - 1852                 | D. Baan                                    |                    |                                                                                                |  |
| 1852 - 1859                 | Christiaan (C.) Pool                       |                    | tevens burgemeester van Grootebroek (1848-1859).                                               |  |
| 1859 - 1886                 | Klaas (K.H.) de Jong                       | Liberaal           | Was vanaf 1871 ook lid van de Tweede Kamer.                                                    |  |
| 1886 - 1903                 | C. de Jong Mzn.                            |                    |                                                                                                |  |
| 1903 - 1924                 | D. Brander Tzn.                            |                    |                                                                                                |  |
| 1924 - 1942                 | S.M. Middelhoff                            |                    |                                                                                                |  |
| 1942 - 1943                 | Meinte (M.) van der Kuur                   | NSB                | Waarnemend; werd hierna burgemeester van Beemster.                                             |  |
| 1943 - 1945                 | Dirk (D.) Naastepad                        | NSB                | Waarnemend; overleden 25 maart 1945                                                            |  |
| 1945                        | K. Pereboom                                |                    | Waarnemend (vanaf 1 maart 1945).                                                               |  |
| 1945                        | G. de Geus                                 |                    | Waarnemend (13 april-7 mei 1945).                                                              |  |
| 1945 - 1946                 | S.M. Middelhoff                            |                    | Na de bevrijding ook waarnemend burgemeester van Westwoud, later burgemeester van Blaricum     |  |
| 1 maart 1947 - 31 dec. 1978 | Pieter (P.) Groot                          | KVP / CDA          |                                                                                                |  |